# Karim Adeyemi
Karim-Alyssa Adeyemi (Monaco di Baviera, 18 gennaio 2002) è un calciatore tedesco, attaccante del Borussia Dortmund e della nazionale tedesca.

## Biografia
È nato in Germania da padre nigeriano e madre rumena.

## Caratteristiche tecniche
Attaccante in grado di ricoprire diverse posizioni, in primo luogo i ruoli di prima punta e esterno d'attacco, è mancino e sa calciare con precisione, inoltre tira bene anche con il destro ed è abile nel tagliare in area di rigore, oltre a essere affidabile su penalty. Possiede delle ottime doti tecniche e atletiche, nonché di una buona vena realizzativa.
È considerato uno dei calciatori tedeschi più promettenti della sua generazione.

## Carriera

### Club

#### Inizi e Salisburgo
Cresciuto nei settori giovanili di diverse squadre bavaresi, tra cui il Bayern Monaco, nel 2018 si trasferisce al Salisburgo, con cui totalizza 10 presenze e un gol.
Dopo un prestito di un anno e mezzo in seconda serie al Liefering, fa ritorno al Salisburgo nel 2020. Nel corso della stagione 2021-2022, si mette in mostra a livello internazionale, realizzando 4 gol in 10 presenze in UEFA Champions League.

#### Borussia Dortmund
Il 10 maggio 2022 viene ufficializzato il suo trasferimento al Borussia Dortmund per circa 30 milioni di euro, con l'accordo diventato attivo dal 1º luglio seguente. Il 29 luglio seguente, segna il suo primo gol con la squadra giallonera, nel match del primo turno di DFB Pokal contro il Monaco 1860.
Il 15 febbraio 2023, segna il gol decisivo della vittoria per 1-0 sul Chelsea, gara valida per l'andata degli ottavi di finale di Champions League, con una corsa solitaria per più di 50 metri., rete però che risulterà vana per il passaggio del turno, stante il 2-0 con cui i Blues hanno battuto il Dortmund nella gara di ritorno, qualificandosi per i quarti di finale. Il 7 maggio 2023 segna la sua prima doppietta con la maglia del Borussia Dortmund contro il Wolfsburg, nella gara vinta 6-0 dalla squadra giallonera. Il 1º ottobre 2024, realizza la sua prima tripletta in Champions League nella vittoria per 7-1 contro il Celtic.

### Nazionale
Ha rappresentato la Germania Under-16, Under-17 e la Germania Under-21. Ha debuttato con la nazionale maggiore il 5 settembre 2021, subentrando nella vittoria contro l'Armenia, partita valida per le qualificazione ai Mondiali 2022 dove Adeyemi segna il gol del definitivo 6-0. Nel novembre 2022 è stato convocato per il Mondiale in Qatar, competizione in cui non è tuttavia mai sceso in campo e in cui la Germania è stata eliminata nella fase a gironi.

## Statistiche

### Presenze e reti nei club
Statistiche aggiornate al 21 giugno 2025.
| Stagione                 | Squadra                  | Campionato               | Campionato | Campionato | Coppe nazionali | Coppe nazionali | Coppe nazionali | Coppe continentali | Coppe continentali | Coppe continentali | Altre coppe | Altre coppe | Altre coppe | Totale | Totale |
| Stagione                 | Squadra                  | Comp                     | Pres       | Reti       | Comp            | Pres            | Reti            | Comp               | Pres               | Reti               | Comp        | Pres        | Reti        | Pres   | Reti   |
| ------------------------ | ------------------------ | ------------------------ | ---------- | ---------- | --------------- | --------------- | --------------- | ------------------ | ------------------ | ------------------ | ----------- | ----------- | ----------- | ------ | ------ |
| 2018-2019                | Liefering                | L1                       | 20         | 6          | -               | -               | -               | -                  | -                  | -                  | -           | -           | -           | 20     | 6      |
| 2019-giu. 2020           | Liefering                | L1                       | 14         | 9          | -               | -               | -               | -                  | -                  | -                  | -           | -           | -           | 14     | 9      |
| giu.-lug. 2020           | Salisburgo               | BL                       | 10         | 1          | CA              | 1               | 0               | UEL                | 1                  | 0                  | -           | -           | -           | 12     | 1      |
| lug.-ott. 2020           | Liefering                | L1                       | 1          | 0          | -               | -               | -               | -                  | -                  | -                  | -           | -           | -           | 1      | 0      |
| Totale Liefering         | Totale Liefering         | Totale Liefering         | 35         | 15         |                 | -               | -               |                    | -                  | -                  |             | -           | -           | 35     | 15     |
| ott. 2020-2021           | Salisburgo               | BL                       | 29         | 7          | CA              | 4               | 1               | UCL+UEL            | 3+2                | 1+0                | -           | -           | -           | 38     | 9      |
| 2021-2022                | Salisburgo               | BL                       | 29         | 19         | CA              | 5               | 0               | UCL                | 10                 | 4                  | -           | -           | -           | 44     | 23     |
| Totale Salisburgo        | Totale Salisburgo        | Totale Salisburgo        | 68         | 27         |                 | 10              | 1               |                    | 16                 | 5                  |             | -           | -           | 94     | 33     |
| 2022-2023                | Borussia Dortmund        | BL                       | 24         | 6          | CG              | 2               | 1               | UCL                | 6                  | 2                  | -           | -           | -           | 32     | 9      |
| 2023-2024                | Borussia Dortmund        | BL                       | 21         | 3          | CG              | 1               | 0               | UCL                | 11                 | 2                  | -           | -           | -           | 33     | 5      |
| 2024-2025                | Borussia Dortmund        | BL                       | 24         | 7          | CG              | 1               | 0               | UCL                | 10                 | 5                  | CMC         | 2           | 0           | 37     | 12     |
| Totale Borussia Dortmund | Totale Borussia Dortmund | Totale Borussia Dortmund | 69         | 16         |                 | 4               | 1               |                    | 27                 | 9                  |             | 2           | -           | 102    | 26     |
| Totale carriera          | Totale carriera          | Totale carriera          | 172        | 58         |                 | 14              | 2               |                    | 43                 | 14                 |             | 2           | -           | 231    | 74     |

## Palmarès

### Club
- Campionato austriaco: 3

Salisburgo: 2019-2020, 2020-2021, 2021-2022
- Coppa d'Austria: 3

Salisburgo: 2019-2020, 2020-2021, 2021-2022

### Nazionale
- Campionato d'Europa Under-21: 1

Ungheria/Slovenia 2021

### Individuale
- Medaglia d'Oro Fritz Walter (Under-17): 1

2019
- Capocannoniere del campionato austriaco: 1

2021-2022 (19 gol a pari merito con Giacomo Vrioni)